# Chiloscyllium burmensis
Chiloscyllium burmensis е вид хрущялна риба от семейство Hemiscylliidae.

## Разпространение и местообитание
Видът е разпространен в Мианмар.
Обитава крайбрежията на океани и морета. Среща се на дълбочина от 29 до 31 m, при температура на водата около 27,6 °C и соленост 32,9 ‰.

## Описание
На дължина достигат до 57,5 cm.